# Treubia tasmanica
Treubia tasmanica là một loài rêu trong họ Treubiaceae. Loài này được R.M. Schust. & G.A.M. Scott mô tả khoa học đầu tiên năm 1969.
Danh pháp khoa học của loài này chưa được làm sáng tỏ. 